# Sport in 2011
Dit artikel is een samenvatting van de belangrijkste feiten uit het sportjaar 2011.

## Atletiek
Wereldkampioenschappen
Europese kampioenschappen indoor

## Autosport
Formule 1
- Grand Prix van Australië:  Sebastian Vettel
- Grand Prix van Maleisië:  Sebastian Vettel
- Grand Prix van China:  Lewis Hamilton
- Grand Prix van Turkije:  Sebastian Vettel
- Grand Prix van Spanje:  Sebastian Vettel
- Grand Prix van Monaco:  Sebastian Vettel
- Grand Prix van Canada:  Jenson Button
- Grand Prix van Europa:  Sebastian Vettel
- Grand Prix van Groot-Brittannië:  Fernando Alonso
- Grand Prix van Duitsland:  Lewis Hamilton
- Grand Prix van Hongarije:  Jenson Button
- Grand Prix van België:  Sebastian Vettel
- Grand Prix van Italië:  Sebastian Vettel
- Grand Prix van Singapore:  Sebastian Vettel
- Grand Prix van Japan:  Jenson Button
- Grand Prix van Korea:  Sebastian Vettel
- Grand Prix van India:  Sebastian Vettel
- Grand Prix van Abu Dhabi:  Lewis Hamilton
- Grand Prix van Brazilië:  Mark Webber
- Wereldkampioen Coureurs:  Sebastian Vettel
- Wereldkampioen Constructeurs:  Red Bull Racing-Renault

Overige
- Eindwinnaar GP2-seizoen 2011:  Romain Grosjean
- Eindwinnaar Formule 2 in 2011:  Mirko Bortolotti
- Eindwinnaar IndyCar Series 2011:  Dario Franchitti
- Eindwinnaar Wereldkampioenschap Rally in 2011  Sébastien Loeb
- Indianapolis 500 in 2011
- Intercontinental Rally Challenge in 2011

## Basketbal
- Belgisch kampioen Ethias League 2010-2011
- Belgisch bekerwinnaar -
- Nederlands kampioen Zorg en Zekerheid Leiden
- Europees kampioenschap mannen
- Europees kampioenschap vrouwen

## Boksen
- Europese kampioenschappen vrouwen

## Handbal
- Wereldkampioenschap mannen

 Frankrijk
- Wereldkampioenschap vrouwen

 Noorwegen

## Honkbal
Major League Baseball
- American League

Texas Rangers
- National League

St. Louis Cardinals
- World Series

St. Louis Cardinals

## Judo
Nederlandse kampioenschappen
Mannen
- –  60 kg:  Mikos Salminen
- –  66 kg:  Jordy Bakkes
- –  73 kg:  Neal van de Kamer
- –  81 kg:  Guillaume Elmont
- –  90 kg:  Robby van Laarhoven
- –100 kg:  Berend Roorda
- +100 kg:  Luuk Verbij

Vrouwen
- –48 kg:  Myrthe Nagel
- –52 kg:  Miranda Wolfslag
- –57 kg:  Shareen Richardson
- –63 kg:  Michelle Diemeer
- –70 kg:  Kim Polling
- –78 kg:  Jennifer Kuijpers
- +78 kg:  Janine Penders

## Korfbal
- Belgisch zaalkampioen
- Nederlands zaalkampioen

## Motorsport
- Wegrace

MotoGP:  Casey Stoner
Moto 2:  Toni Elías
125 cc:  Nicolás Terol
Superbike:  Carlos Checa
Supersport:  Chaz Davies
Zijspannen:  Pekka Päivärinta
- Motorcross

MX1
Coureurs:  Antonio Cairoli
Constructeur:  KTM
MX2
Coureurs:  Ken Roczen
Constructeur:  KTM
MX3
Coureurs:  Julien Bill
Constructeur:  Honda
Motorcross der Naties
- Land + coureurs:  Verenigde Staten (Ryan Dungey, Blake Baggett, Ryan Villopoto)

Zijspannen:  Daniël Willemsen /  Sven Verbrugge

## Rugby
- Wereldkampioenschap:  Nieuw-Zeeland
- Zeslandentoernooi:  Engeland

## Schaatsen
Kampioenen
EK allround
Mannen:  Ivan Skobrev
Vrouwen: Martina Sáblíková
WK allround
Mannen:  Ivan Skobrev
Vrouwen:  Ireen Wüst
WK sprint
Mannen:  Lee Kyou-hyuk
Vrouwen:  Christine Nesbitt
EK shorttrack
Mannen:  Thibaut Fauconnet
Vrouwen:  Arianna Fontana
Aflossing Mannen:  Daan Breeuwsma, Niels Kerstholt, Sjinkie Knegt, Freek van der Wart
Aflossing Vrouwen:  Annita van Doorn, Sanne van Kerkhof, Yara van Kerkhof, Jorien ter Mors
WK shorttrack
Mannen:  Noh Jin-kyu
Vrouwen:  Cho Ha-ri
Aflossing mannen:  Michael Gilday, Charles Hamelin, François Hamelin, Olivier Jean
Aflossing vrouwen:  Li Jianrou, Liu Qiuhong, Zhang Hui, Fan Kexin, Xiao Han
WK shorttrack teams
Mannen: 
Vrouwen: 

## Snooker
- World Championship:  John Higgins wint van  Judd Trump met 18-15

World Ranking-toernooien
- Roewe Shanghai Masters
- Bahrain Championship
- Welsh Open:  John Higgins wint van  Stephen Maguire met 9-6
- China Open
- World Open

Overige toernooien
- Masters:  Ding Junhui wint van  Marco Fu met 10-4
- UK Championship:  Judd Trump wint van  Mark Allen met 10-8

## Tennis
ATP-seizoen 2011
WTA-seizoen 2011
Toernooien
- Australian Open
  - Mannenenkel:  Novak Đoković wint van  Andy Murray met 6-4, 6-2 en 6-3
  - Vrouwenenkel:  Kim Clijsters wint van  Li Na met 3-6, 6-3, 6-3
- Roland Garros
  - Mannenenkel:  Rafael Nadal wint van  Roger Federer met 7-5, 7-6, 6-7 en 6-1
  - Vrouwenenkel:  Li Na wint van  Francesca Schiavone met 6-4 en 7-6
- Wimbledon
  - Mannenenkel  Novak Đoković wint van  Rafael Nadal met 6-3 7-5 6-4
  - Vrouwenenkel  Petra Kvitová wint van  Maria Sjarapova met 6-3 6-4
- US Open
  - Mannenenkel  Novak Đoković wint van  Rafael Nadal met 6-2, 6-4, 6-7 en 6-1
  - Vrouwenenkel  Samantha Stosur wint van  Serena Williams met 6-2 6-3

Landenwedstrijden
- Davis Cup
- Fed Cup

## Voetbal

### Mannen
- UEFA Champions League:  FC Barcelona
- Topschutter: Lionel Messi (FC Barcelona, 12)
- UEFA Europa League:  FC Porto
- Topschutter: Radamel Falcao (FC Porto, 17)
- Europese Supercup:  FC Barcelona
- Topschutter

België
- Jupiler League: KRC Genk
- Beker van België: Standard Luik
- Supercup: KRC Genk
- Topschutter:  Ivan Perišić (Club Brugge, 22)

Engeland
- Premiership: Manchester United
- League Cup: Birmingham City
- FA Cup: Manchester City
- Topschutter:  Dimitar Berbatov (Manchester United) en  Carlos Tévez (Manchester City), (14)

Frankrijk
- Ligue 1
- Coupe de France: Lille
- Coupe de la Ligue: Olympique Marseille
- Topschutter:  Moussa Sow, Lille

Duitsland
- Bundesliga: Borussia Dortmund
- DFB-Pokal: Schalke 04
- Topschutter:  Mario Gómez, (FC Bayern München, 28)

Italië
- Serie A: AC Milan
- Coppa Italia: Internazionale Milano
- Topschutter:  Antonio Di Natale, (Udinese Calcio, 28)

Nederland
- Eredivisie: AFC Ajax
- Eerste divisie: RKC Waalwijk
- KNVB beker: FC Twente
- Johan Cruijff Schaal
- Topschutter:  Björn Vleminckx (N.E.C., 23)

Spanje
- Primera División: FC Barcelona
- Copa del Rey: Real Madrid CF
- Topschutter:  Cristiano Ronaldo (Real Madrid CF, 40)

Japan
- J-League
- J-League Cup

Rusland
- Premjer-Liga: Zenit Sint-Petersburg
- Beker van Rusland: CSKA Moskou

#### Prijzen
- Gouden Schoen:
- Nederlandse Gouden Schoen
- Europees voetballer van het jaar
- FIFA Ballon d'Or:  Lionel Messi

### Vrouwen
- AFC Vrouwenkampioenschap
- CAF-Vrouwenkampioenschap
- EK vrouwen onder 17
- UEFA Women's Champions League

## Volleybal
- Belgisch kampioen bij de mannen
- Belgische bekerwinnaar bij de mannen
- Belgisch kampioen bij de vrouwen

## Wielersport
Ronde van Italië
- Algemeen klassement :  Alberto Contador
- Bergklassement :  Stefano Garzelli
- Puntenklassement :  Alberto Contador
- Jongerenklassement :  Roman Kreuziger
- Ploegenklassement :  Astana (wielerploeg)

Ronde van Frankrijk
- Algemeen klassement :  Cadel Evans
- Bergklassement :  Samuel Sánchez
- Puntenklassement :  Mark Cavendish
- Jongerenklassement :  Pierre Rolland
- Ploegenklassement :  Garmin-Cervélo

Ronde van Spanje
- Algemeen klassement:  Juan José Cobo
- Bergklassement:  David Moncoutié
- Puntenklassement:  Bauke Mollema
- Combinatieklassement:  Geox-TMC

Wielerklassiekers
- Milaan-Sanremo :  Matthew Goss
- Ronde van Vlaanderen :  Nick Nuyens
- Parijs-Roubaix :  Johan Vansummeren
- Amstel Gold Race :  Philippe Gilbert
- Luik-Bastenaken-Luik :  Philippe Gilbert
- Ronde van Lombardije :  Oliver Zaugg

Overige wedstrijden
- Superprestige veldrijden 2010-2011
- GvA Trofee Veldrijden 2010-2011

#### Wereldkampioenschap wielrennen
Baanwedstrijden
- Sprint voor mannen
- Sprint voor vrouwen
- Teamsprint voor mannen
- Teamsprint voor vrouwen
- Individuele achtervolging voor mannen
- Individuele achtervolging voor vrouwen
- Ploegenachtervolging voor mannen
- Ploegenachtervolging voor vrouwen
- 1 Kilometer tijdrit
- 500 meter tijdrit
- Keirin voor mannen
- Keirin voor vrouwen
- Puntenkoers voor mannen
- Scratch voor mannen
- Puntenkoers voor vrouwen
- Scratch voor vrouwen
- Omnium voor mannen
- Omnium voor vrouwen
- Ploegkoers

Wegwedstrijden
- Tijdrit:  Tony Martin
- Wegwedstrijd:  Mark Cavendish
- Tijdrit voor vrouwen:  Judith Arndt
- Wegwedstrijd voor vrouwen:  Giorgia Bronzini
- Tijdrit voor beloften
- Wegwedstrijd voor beloften

Veldrijden
- Mannen:  Zdeněk Štybar
- Vrouwen
- Wereldbeker veldrijden 2010-2011

## Zwemmen
Wereldkampioenschappen
Europese kampioenschappen kortebaan

## Sporter van het jaar
België
- Sportman: Philippe Gilbert
- Sportvrouw: Kim Clijsters
- Sportploeg: 4x400 meter mannenploeg
- Sportpersoonlijkheid: Kevin Borlée
- Gehandicapte sporter: Wim Decleir
- Coach: Jacques Borlée
- Sportbelofte: Thomas Van Der Plaetsen

 Nederland
- Sportman: Epke Zonderland
- Sportvrouw: Ranomi Kromowidjojo
- Sportploeg: Nederlands honkbalteam
- Gehandicapte sporter: Thierry Schmitter
- Coach: Brian Farley
- Young Talent Award: Dafne Schippers
- Fanny Blankers-Koen Carrièreprijs: Edwin van der Sar

 Europa
- Sportman:  Novak Đoković
- Sportvrouw:  Federica Pellegrini

Mondiaal
- Sportman:  Rafael Nadal
- Sportvrouw:  Lindsey Vonn
- Sportploeg:  Spaans voetbalelftal
- Gehandicapte sporter:  Verena Bentele
- Doorbraak:  Martin Kaymer
- Actiesporter:  Kelly Slater
- Comeback:  Valentino Rossi
- Lifetime Achievement Award:  Zinédine Zidane

## Overleden
januari
- 4 – Coen Moulijn (73), Nederlands voetballer en Feyenoord-icoon
- 8 – Thorbjorn Svenssen (86), Noors voetballer en recordinternational
- 14 – Peter Post (77), Nederlands wielrenner, won o.a Parijs-Roubaix en ploegleider van TI Raleigh

februari
- 13 – Fedor den Hertog (64), Nederlandse Wielrenner
- 17 – Tonny van Ede (86), Nederlandse voetballer en Sparta-icoon

maart
- 22 – Nikolai Adrianov (58), Russisch turner, won 15 olympische medailles

april
- 22 – Wiel Coerver (86), voetbaltrainer en bekend van Coerver methode

mei
- 7 – Seve Ballesteros (54), Spaans golfer, winnaar van 5 majors
- 9 – Wouter Weylandt (26), Belgische wielrenner, komt om tijdens de Giro d'Italia
- 16 – Samuel Wanjiru (24), Keniaans atleet, olympisch kampioen marathon 2008, pleegt zelfmoord
- 23 – Xavier Tondó (32), Spaans wielrenner, komt om bij trainingsongeluk

1965 · 1966 · 1967 · 1968 · 1969 · 1970 · 1971 · 1972 ·1973 · 1974 · 1975 · 1976 · 1977 · 1978 · 1979 · 1980 · 1981 · 1982 · 1983 · 1984 · 1985 · 1986 · 1987 · 1988 · 1989 · 1990 · 1991 · 1992 · 1993 · 1994 · 1995 · 1996 · 1997 · 1998 · 1999 · 2000 · 2001 · 2002 · 2003 · 2004 · 2005 · 2006 · 2007 · 2008 · 2009 · 2010 · 2011 · 2012 · 2013 · 2014 · 2015 · 2016 · 2017 · 2018 · 2019 · 2020 · 2021 · 2022 · 2023 · 2024 · 2025